# Famille Bazin de Jessey
La famille Bazin de Jessey est une famille subsistante d'ancienne bourgeoisie française, originaire de Dinan, en Bretagne.

## Histoire
Jules Bazin (1818-1870) demande et obtient d'adjoindre à son patronyme le nom de Jessey en 1859, et sous lequel il était alors connu.

## Filiation simplifiée
- Joseph Bazin épouse Toussainte Dutertre.
  - Yves Bazin de Jessey (1803-1894), prêtre jésuite et paléozoologue.
  - Jules Bazin (1810-1870), armateur à Saint-Malo. Il épouse Anne Marie Madrolle. Il demande et obtient d'adjoindre à son patronyme le nom de Jessey en 1859[1].
    - Jules Bazin de Jessey (1859-1935) épouse Louise Gatien.
      - Robert Bazin de Jessey (1890-1982) épouse Ginette Bossuat.
        - Hervé Bazin de Jessey épouse Françoise de Regnauld de Bellescize[2]
          - Yves Bazin de Jessey (1960) épouse Sophie Cagnat[2].
            - Paul Bazin de Jessey (1985), haut fonctionnaire, homme politique, premier vice-président du conseil départemental du Val-de-Marne.
            - Madeleine Bazin de Jessey (1989), professeur agrégée de lettres classiques, présidente par intérim de Sens commun.

## Personnalités
- Yves Bazin de Jessey (1803-1894), prêtre jésuite et paléozoologue.
- Jules Bazin de Jessey (1810-1870), armateur à Saint-Malo.
- Mère Solange Bazin de Jessey (1906-1942), religieuse missionnaire, supérieure de la communauté des Ancelles de Notre-Seigneur en Papouasie.
- Paul Bazin de Jessey (né en 1985), premier vice-président du Conseil départemental du Val-de-Marne.
- Madeleine Bazin de Jessey (née en 1989), professeur agrégée de lettres, fondatrice des Veilleurs et de Sens commun.

## Alliances
Les principales alliances de la famille Bazin de Jessey sont : Madrolle (1840), Chevallier-Chantepie (1866), Deniau (1871), de Mésenge (1875), Lescaudey de Maneville (1899), Gatien (1899), Cornudet (1899), Le Sassier Boisaune (1905), de Feydeau de Saint-Christophe (1912), Roullet de La Bouillerie (1919), Bossuat (1920), de Sarcus (1924), de Thierry de Saint-Laussan (1928), Villeroy de Galhau (1930), de Fraguier (1931), du Verdier Vauprivas (1931), des Champs de Boishébert (1932), Lecoq Vallon (1933), Bourgnon de Layre (1935), de Pommereau (1944), Voisard de Montsassié (1945), Dimier de La Brunetière (1946), de Regnauld de Bellescize (1949), Pellissier de Féligonde (1949), Dupont de Ligonnès (1955), Weyer (1956), Sabatier (1957), Lecerf (1958), Henrys d'Aubigny d'Esmyards (1959), Raveton (1968), Chazal (1971), de Lasteyrie du Saillant (1973), du Breil de Pontbriand (1973), de Champs de Saint-Léger (1973), Covillard (1975), Drouët de Montgermont (1975), Marro (1976), Dumont (1976), Poisson (1978), Formey de Saint-Louvent (1978), Monthiers Bourrée de Corberon (1982), Demaison (1983), Braquenié (1983), Cagnat (1984), Dhavernas (1985), du Teilhet de Lamothe (1985), de Rivérieulx de Varax (1988), Dauger (1989), Rocca (1992), Verheyen (1994), de Geyer d'Orth (1995), Barbat du Closel (1998), Montané de La Roque (2015), Achard (2016), Ranasinghe (2017), d’Espalungue d’Arros (2018), de Kerautem (2019)...

## Armoiries
Les armes de la famille Bazin de Jessey se blasonnent ainsi : De sable au chevron d'or, accompagné de trois hures de sanglier de même.[réf. nécessaire]

## Demeures
- Hôtel Bazin de Jessey à Dinan
- Château de Montmarin
- Château de Ressouches

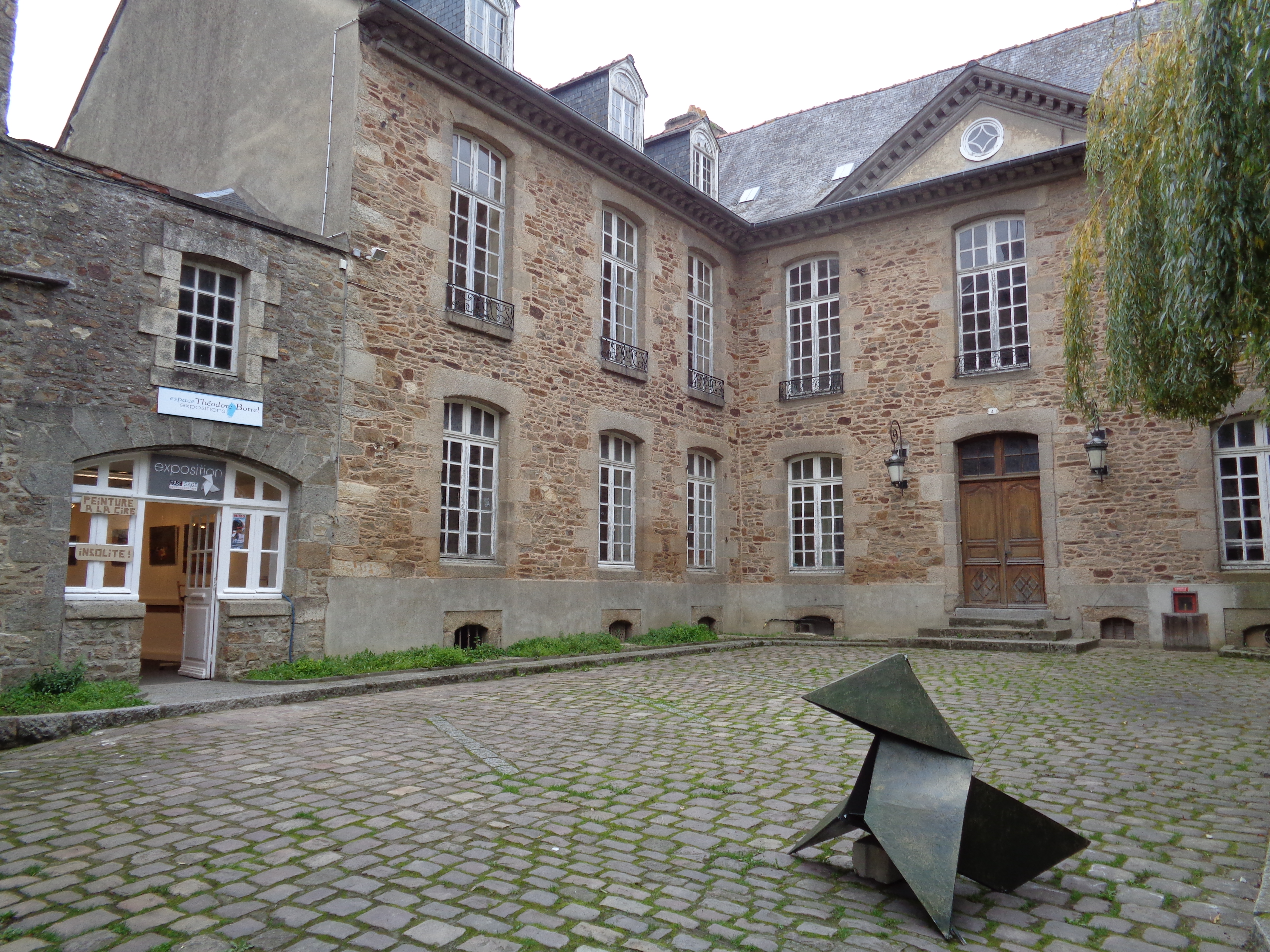
Hôtel Bazin de Jessey.
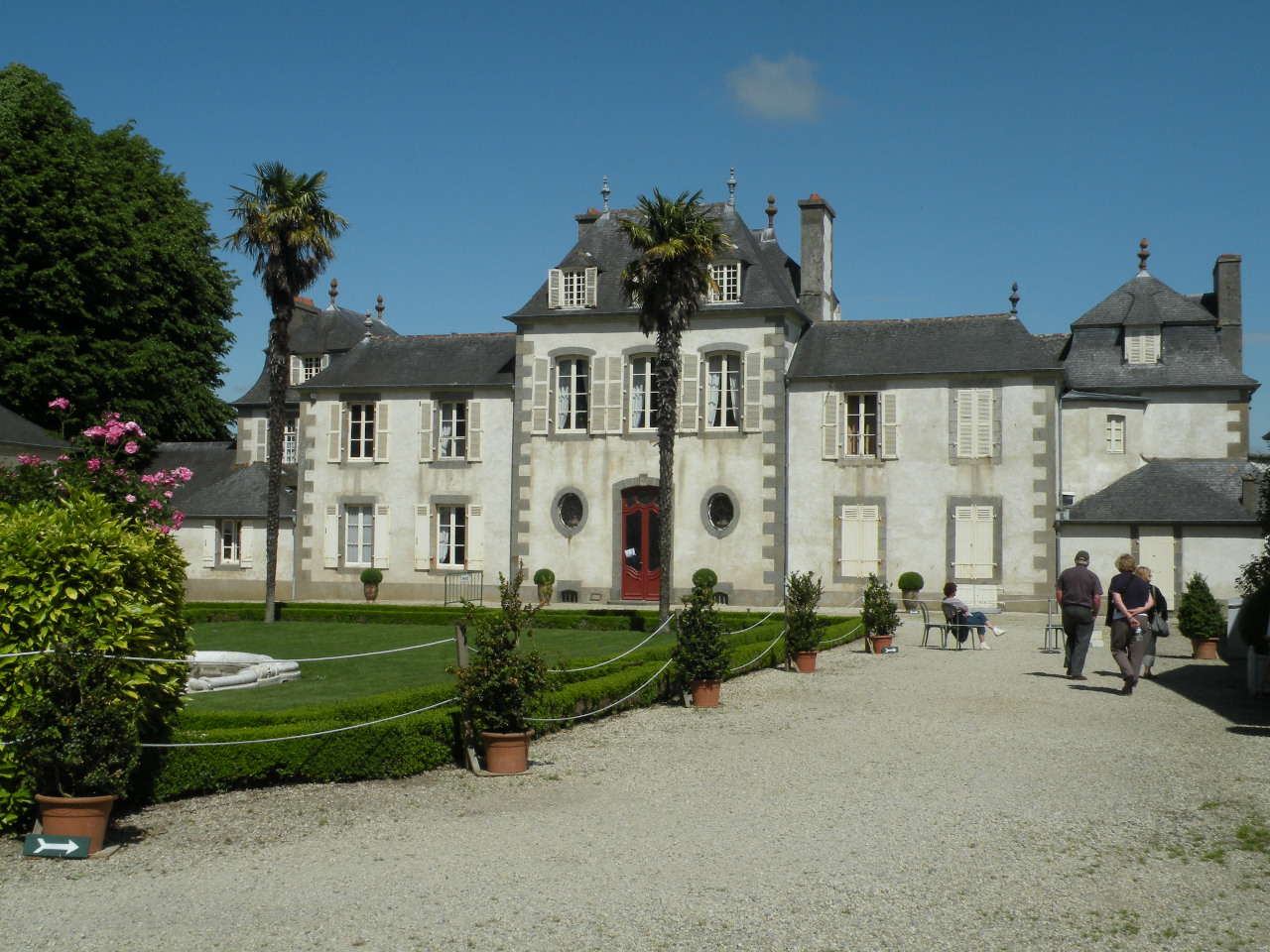
Château de Montmarin.
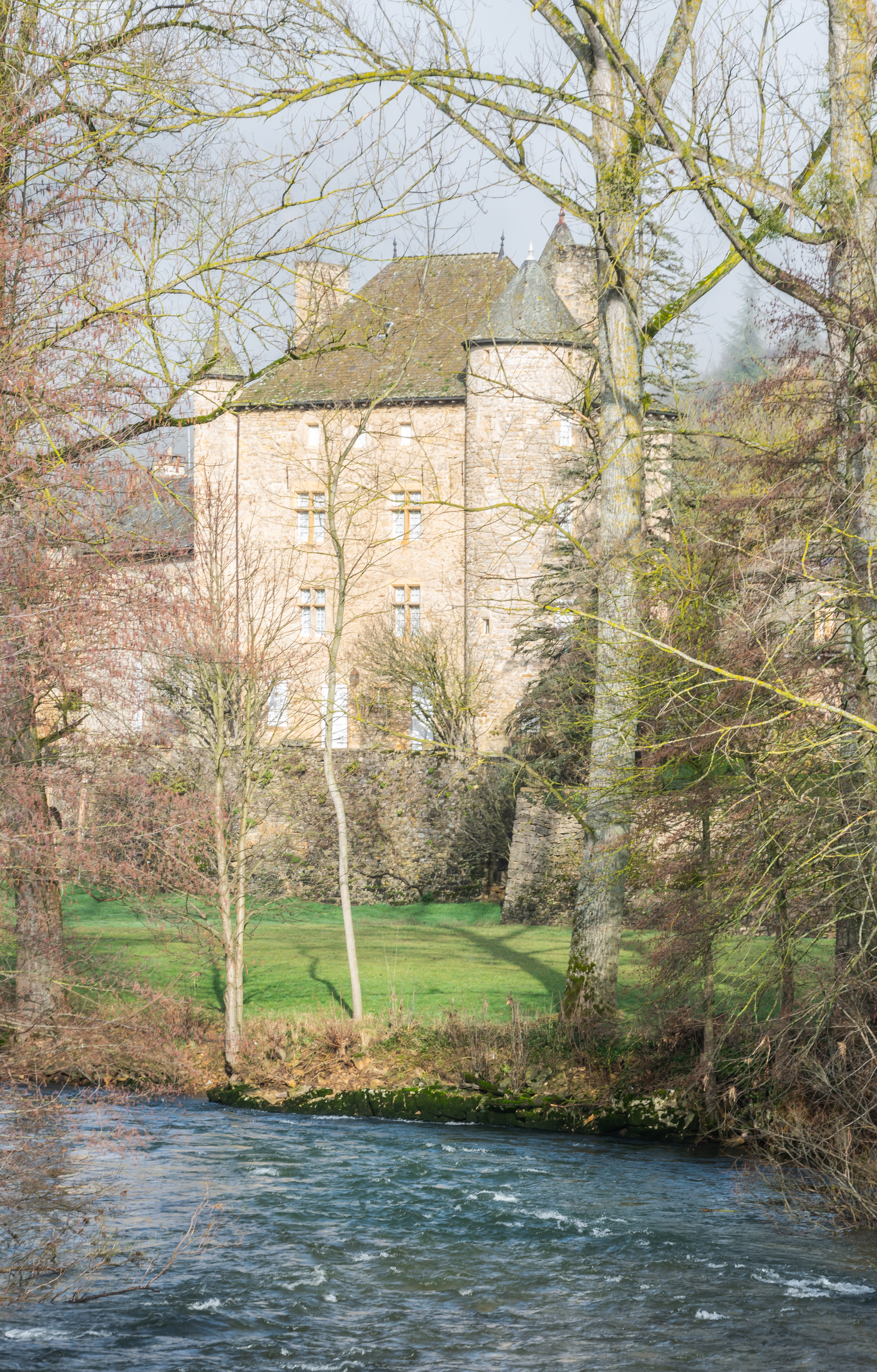
Château de Ressouches.

## Pour approfondir